# Лисий Борис Борисович
Бори́с Бори́сович Лисий — сержант Збройних сил України. Учасник боїв за Дебальцеве, зокрема важких боїв кінця січня 2015 на східному фасі виступу. В мирний час проживає у місті Київ.

## З життєпису
Гранатометник РПГ-7. Брав участь у боях за Дебальцеве в кінці січня 2015 року. У бою на висоті 307,5 (опорний пункт «Валєра») підбив два російських танки, зокрема Т-72 російського найманця «Монгола» — Савчина, що намагався розчавити командира взводу — старшого лейтенанта Олександра Зозуляка.
У 2016-2020 роках проходив службу у 4 БШР НГУ.
З початком повномасштабного вторгнення вступив до лав 130 батальйону територіальної оборони. У якості тво командира взводу брав участь у звіленні Харківщини, боях на території Донецької обл. Отримав важке поранення при обороні  м. Бахмут.

## Нагороди
За особисту мужність і героїзм, виявлені у захисті державного суверенітету та територіальної цілісності України, вірність військовій присязі під час російсько-української війни нагороджений орденом «За мужність» III ступеня (26.2.2015).

### Відео
- Іван Кравчишин, Солдатські історії [Архівовано 6 квітня 2017 у Wayback Machine.] // 20 грудня 2015
- Операція Дебальцеве [Архівовано 11 листопада 2018 у Wayback Machine.] (дзеркало [Архівовано 2 грудня 2020 у Wayback Machine.]) // 112 Україна, 2016
- Висота 307.5

| Емблема Збройних сил України | Це незавершена стаття про військового чи військову Збройних сил України. Ви можете допомогти проєкту, виправивши або дописавши її. |